# Танера, Карл
Карл Танера (9 июня 1849, Ландсхут, Нижняя Бавария — 4 октября 1904, Линдау, Бавария, Германская империя) — немецкий военный писатель, офицер баварской королевской армии.

## Биография

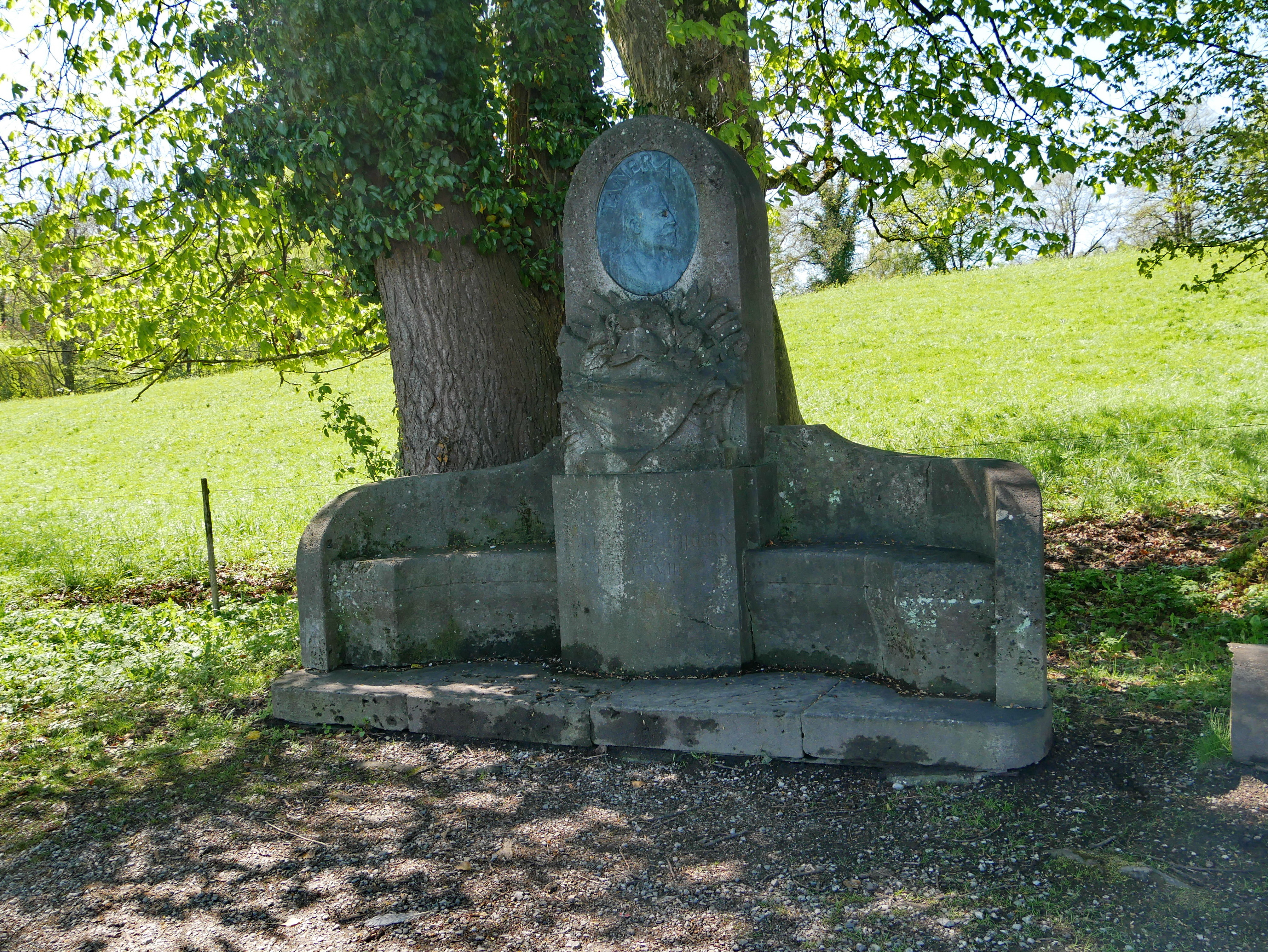
Памятник Карлу Танера

В 1866 году вступил в баварскую королевскую армию. Обучался в Мюнхенской военной школе, позже в Военной академии в Берлине.
Принимал участие во франко-прусской войне 1870—1871 годов в звании лейтенанта. Был тяжело ранен в 1870 году во время осады Парижа.
В 1877—1880 годах служил в отделе военной истории Генерального штаба, в 1887 году была опубликована его первая книга «Ernste und heitere Erinnerungen eines Ordonnanzoffiziers»
(рус. «Серьезные и веселые воспоминания офицера», в 2-х томах), в котором он описал свои переживания во время французской кампании 1870/1871 годов. Живой рассказ о войне и её героях, был настолько успешным, что К. Танера вышел в отставку в чине капитана, чтобы полностью посвятить себя литературному творчеству.
После, много путешествовал по Европе, Северной Африке, Индии, Японии, Китаю, Америке и Востоку.

## Творчество

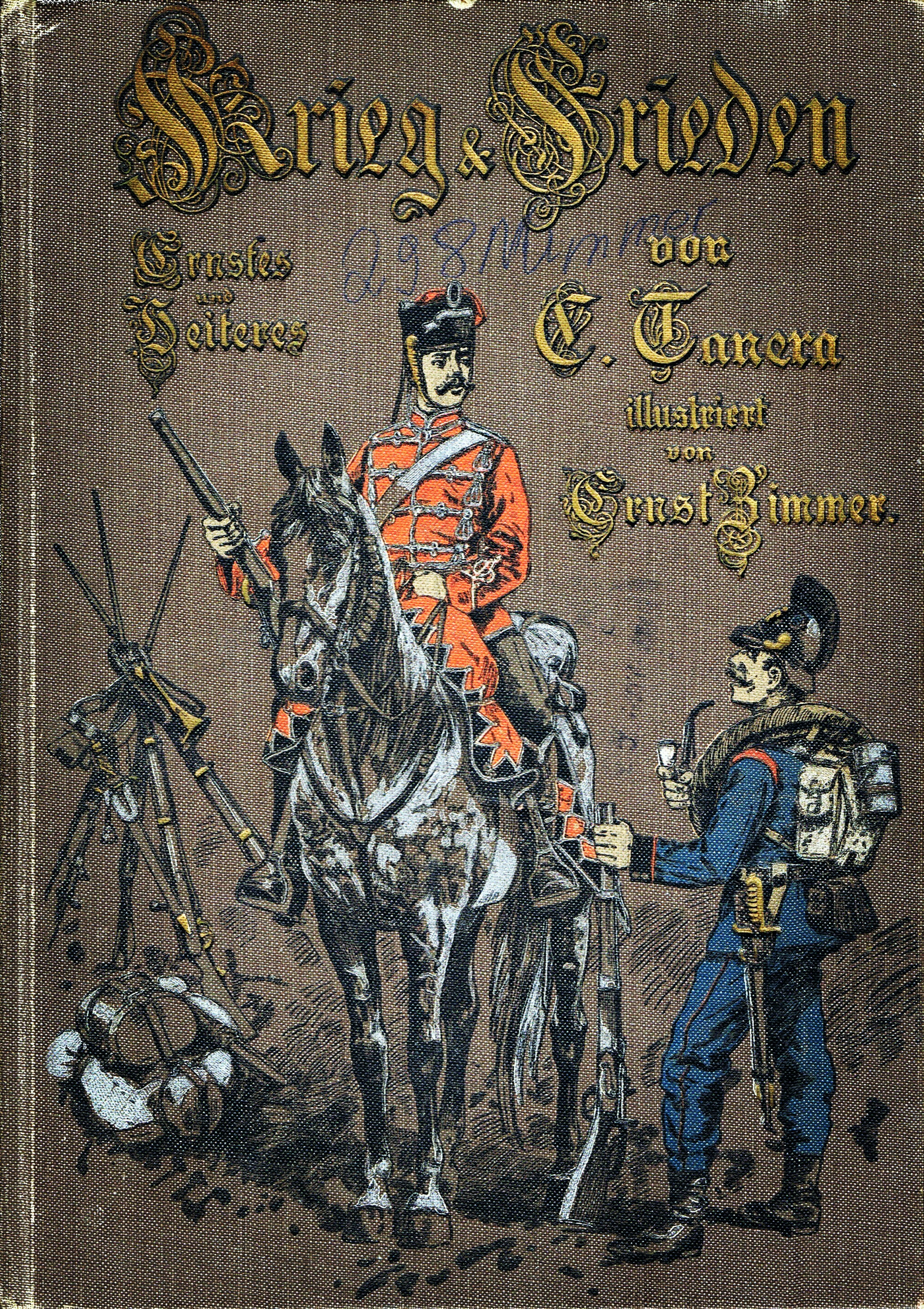
Обложка книги Танера «Krieg & Frieden — Ernstes und Heiteres». Иллюстрации худ. Э. Циммера

Автор ряда военно-исторических романов, повестей, описаний путешествий, рассказов, военно-научных трудов, эссе и очерков, военных приключенческих книг для детей и молодежи.

## Избранные произведения
- Ernste und heitere Erinnerungen eines Ordonnanzoffiziers (2 Bände), 1887
- Der Krieg von 1870/71. (7 Bde. München 1888—1891), wozu er den 1., 3., 5. und 7. Bd. beitrug
- Deutschlands Kriege von Fehrbellin bis Königgrätz. (9 Bde. München 1891—1894)
- Durch ein Jahrhundert. Drei kriegsgeschichtliche Romane. 3 Bde. Rathenow 1892
- Ernste und heitere Erinnerungen eines Ordonnanzoffiziers. 1. u. 2. Reihe. Nördlingen 1887
- Offiziersleben in Krieg und Frieden. Berlin 1889
- Hans von Dornen, des Kronprinzen Kadett. Bielefeld 1891
- Deutschlands Misshandlung durch Ludwig XIV. (1672—1714). München 1891 (online)
- Das Kismet Kurt Röders. Stuttgart 1895
- Nser Ben Abdallah, der Araberfritz. München 1895
- Heiteres und Ernstes aus Altbayern. Berlin 1895
- Schwere Kämpfe. Roman. Hof 1897
- Aus drei Weltteilen. Reiseskizzen. 2. Aufl., Berlin 1898
- Mansura. Roman. Jena 1899
- Der Freiwillige des Iltis. Leipzig 1900
- Die Eurasierin. Roman. Jena 1900
- Krieg und Frieden. Ernstes und Heiteres. Berlin 1900
- Indische Fahrten oder der Auftrag eines sterbenden Vaters. Leipzig 1901
- Deutschlands Kämpfe in Ostasien. München 1901
- Aus der Prima nach Tientsin. Leipzig 1901
- Der Rauhreiter. Berlin 1902
- Eine Weltreise. 2. Aufl. Berlin 1902
- Heinz der Brasilianer. Leipzig 1904
- Rastlos vorwärts. Stuttgart u. a. 1904
- Das Erbe der Abencerragen. Berlin 1904
- Reise um die Erde. Mit P. Gisbert. Berlin 1904
- Franz Izuna. Roman. Berlin 1904
- Zur Kriegszeit auf der sibirischen Eisenbahn und durch Russland. Berlin 1905
- Raupenhelm und Pickelhaube. Leipzig 1905
- Wolf der Junker. Leipzig 1906
- Wolf der Dragoner des Prinzen Eugen. Leipzig 1907
- Wolf der Husar des alten Fritz. Leipzig 1908
- Vom Nordkap zur Sahara . Leipzig, 1. Aufl.